# Prêmio Empire de melhor diretor
O Prêmio Empire de Melhor Diretor é uma das categorias dos Prêmios Empire apresentados anualmente pela revista especializada em cinema britânica Empire. O prêmio é concedido a diretores de cinema cujo trabalho tenha se destacado em meio á indústria cinematográfica, sendo uma das cinco categorias concedidas continuamente desde a primeira edição da premiação, em 1996. 
O inglês Danny Boyle foi o primeiro cineasta galardoado com o prêmio em 1996. Desde sua primeira atribuição, o prêmio já foi concedido a 16 diferentes diretores. O maior vencedor da categoria é Christopher Nolan, com três vitórias, enquanto divide com Peter Jackson o recorde de indicações (sete indicações cada um). Kathryn Bigelow, Andrea Arnold e Patty Jenkins foram as únicas mulheres indicadas ao prêmio, pela realizações de The Hurt Locker (2010), American Honey (2016) e Wonder Woman (2017), respectivamente. O mais recente vencedor é o estadunidense Rian Johnson pela realização de Star Wars: The Last Jedi (2017).

## Vencedores e indicados
| Ano  | Vencedor              | Filme                                          | Indicados | Ref.          |
| ---- | --------------------- | ---------------------------------------------- | --- | ------------- |
| 1996 | Danny Boyle           | Shallow Grave                                  | | [ 1 ]         |
| 1997 | Terry Gilliam         | 12 Monkeys                                     | | [ 2 ]         |
| 1998 | Cameron Crowe         | Jerry Maguire                                  | | [ 3 ]         |
| 1999 | Steven Spielberg      | Saving Private Ryan                            | - Ang Lee - The Ice Storm - James Cameron - Titanic - Peter Weir - The Truman Show - Steven Soderbergh - Out of Sight                                                                                        | [ 4 ]         |

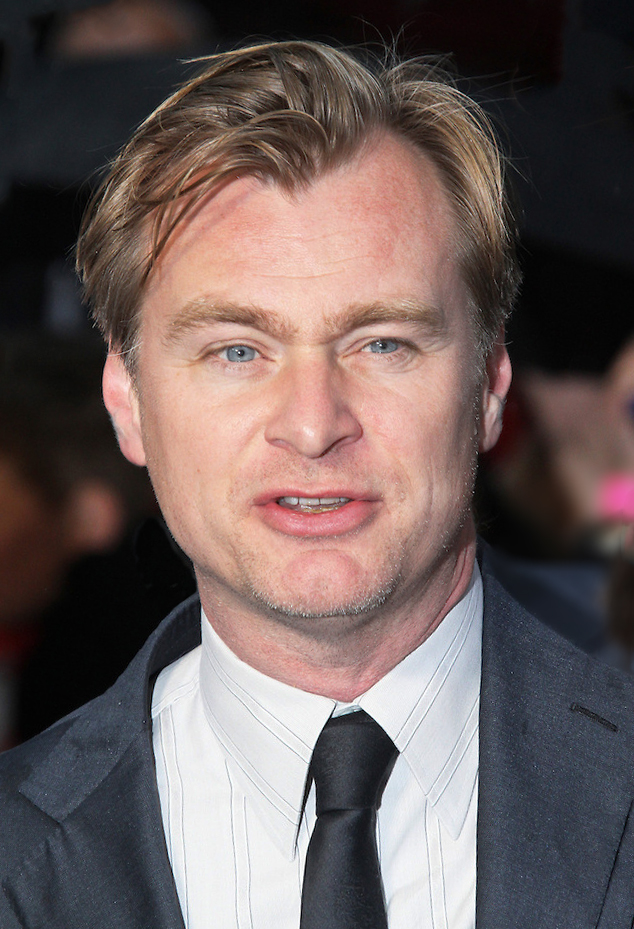
Christopher Nolan, com sete indicações e três vitórias, é o maior vencedor da categoria.

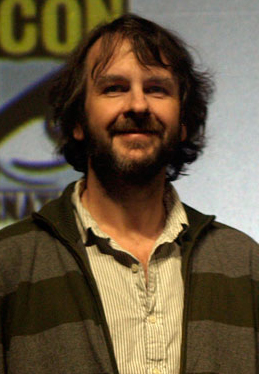
Peter Jackson recebeu sete indicações, em sua maioria pela franquia O Senhor dos Anéis.

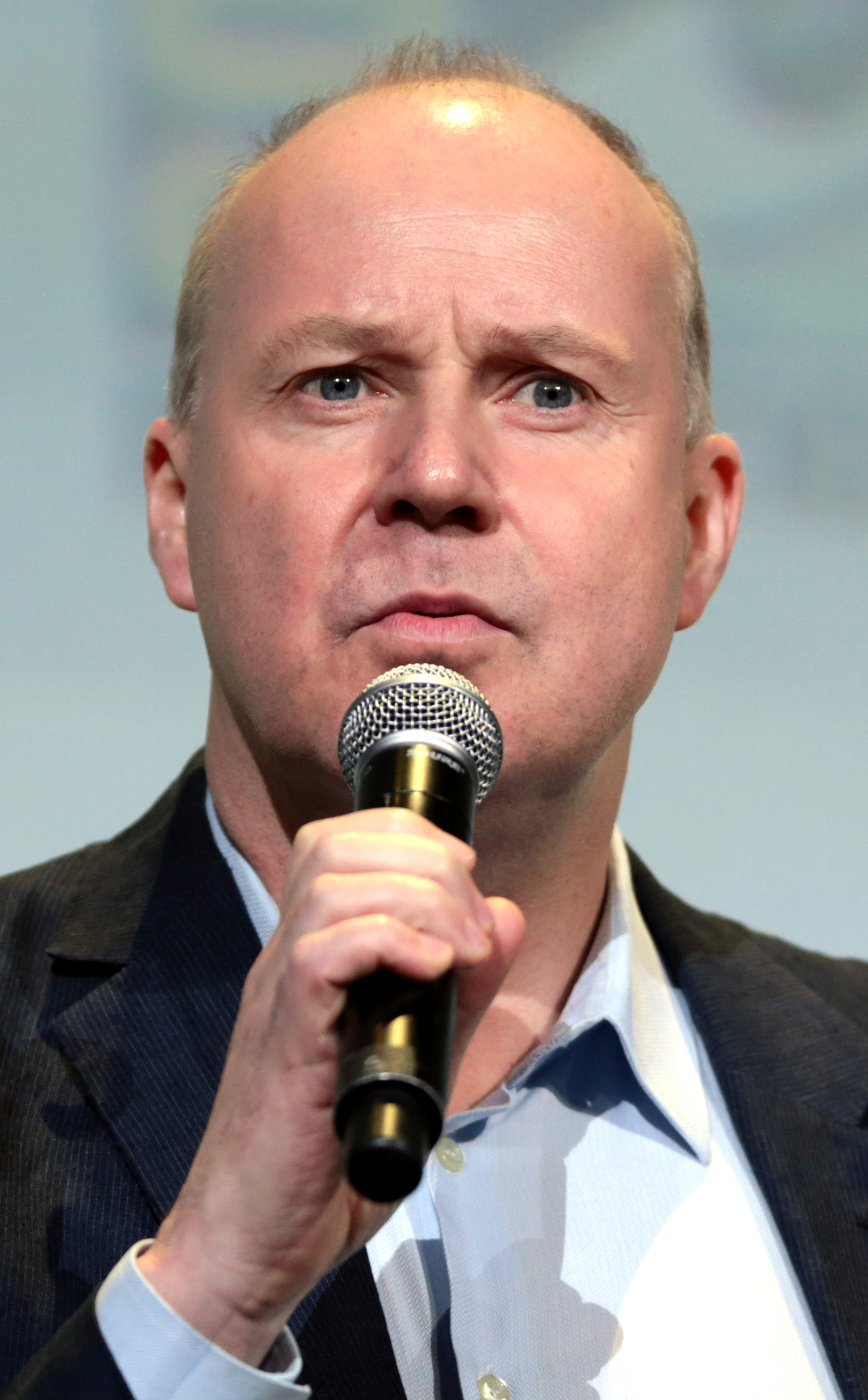
David Yates recebeu duas indicações pela franquia Harry Potter, vencendo ambas.

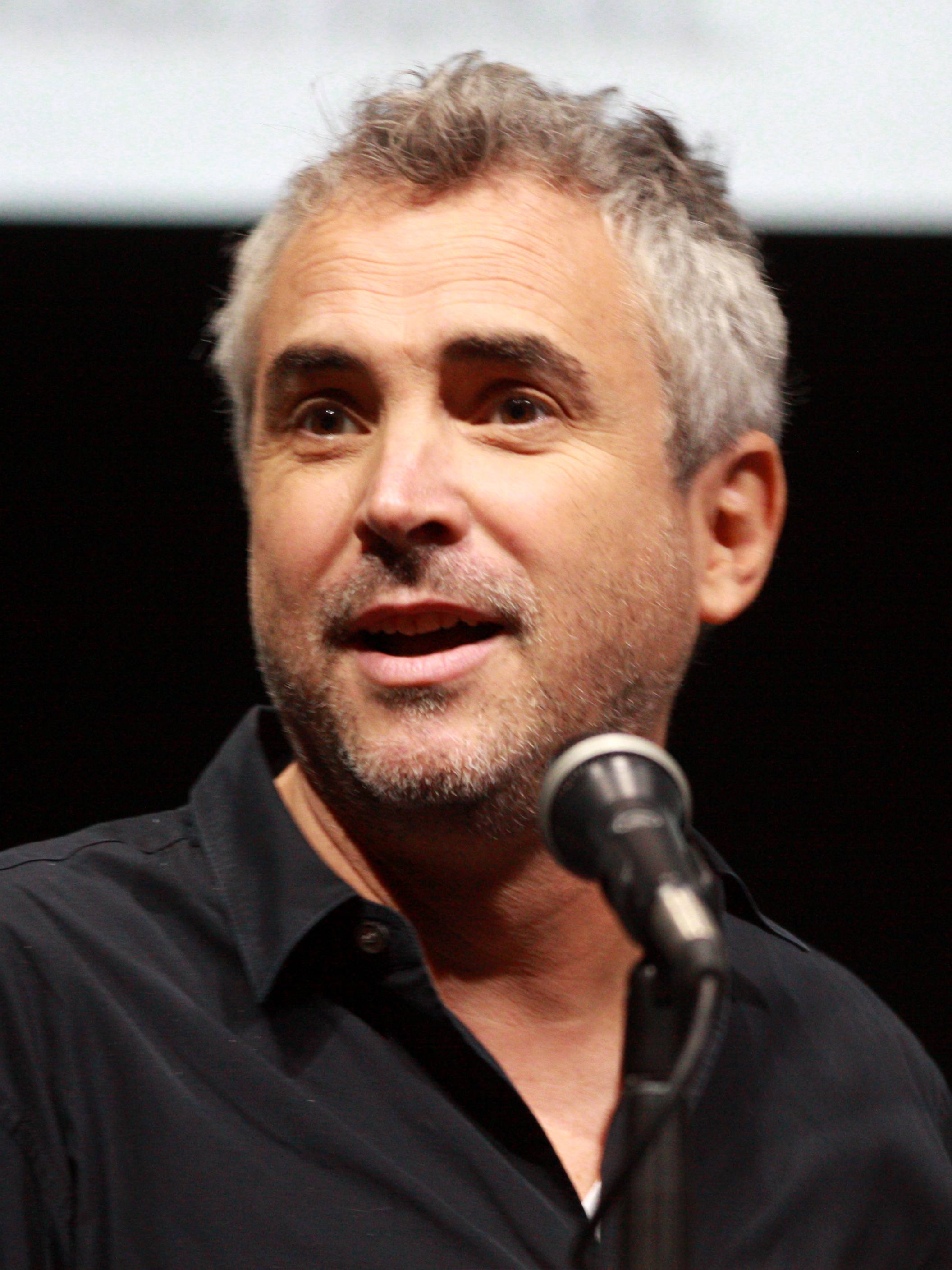
Alfonso Cuarón, o único latino-americano a vencer a categoria.

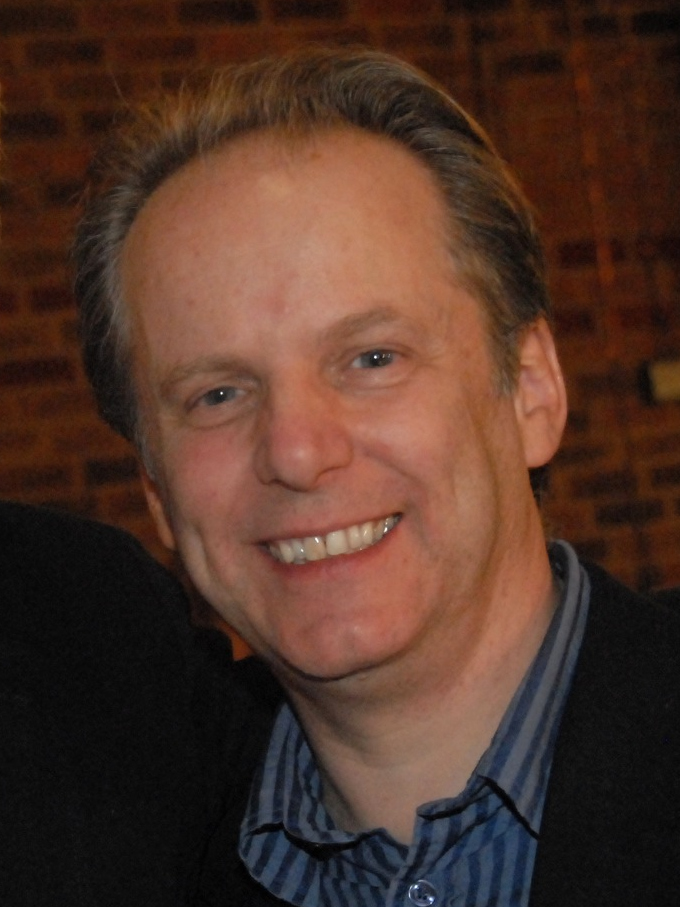
Nick Park, o único a vencer o prêmio por uma animação (Wallace & Gromit: The Curse of the Were-Rabbit).

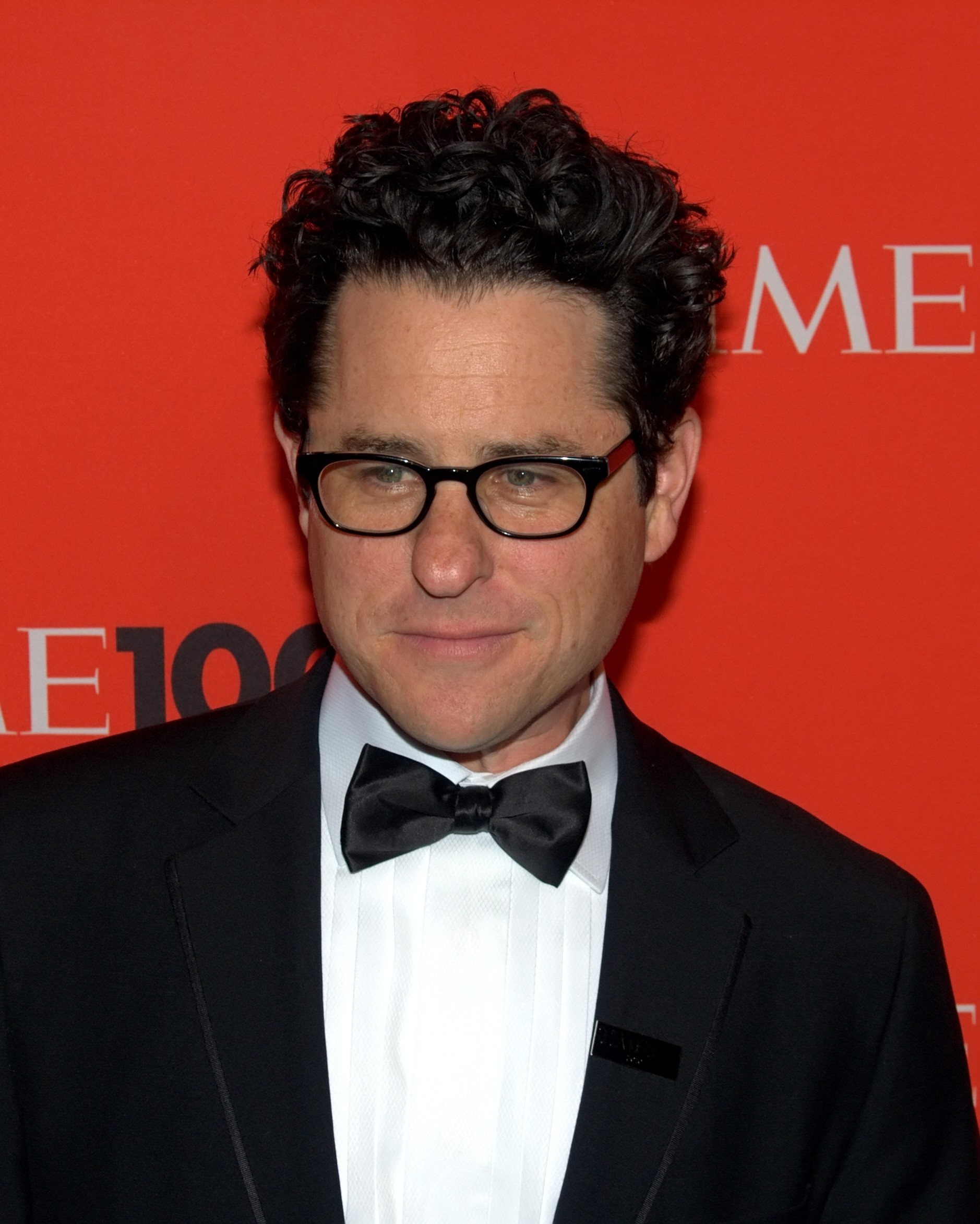
J. J. Abrams, vencedor em 2016 por Star Wars: The Force Awakens.

| 2000 | M. Night Shyamalan    | The Sixth Sense                                | - Ang Lee - Ride with the Devil - Lilly e Lana Wachowski - The Matrix - David Fincher - Fight Club - George Lucas - Star Wars: Episode I – The Phantom Menace                                                | [ 5 ]         |
| 2001 | Bryan Singer          | X-Men                                          | - Ang Lee - Crouching Tiger, Hidden Dragon - Christopher Nolan - Memento - Michael Mann - The Insider - Paul Thomas Anderson - Magnolia                                                                      | [ 6 ]         |
| 2002 | Baz Luhrmann          | Moulin Rouge!                                  | - Cameron Crowe - Almost Famous - Peter Jackson - The Lord of the Rings: The Fellowship of the Ring - Steven Soderbergh - Traffic - Steven Spielberg - A.I. Artificial Intelligence                          | [ 7 ]         |
| 2003 | Steven Spielberg      | Minority Report                                | - M. Night Shyamalan - Signs - Peter Jackson - The Lord of the Rings: The Two Towers - Sam Raimi - Spider-Man - Steven Soderbergh - Ocean's Eleven                                                           | [ 8 ]         |
| 2004 | Quentin Tarantino     | Kill Bill: Volume 1                            | - Anthony Minghella - Cold Mountain - Joel e Ethan Coen - Intolerable Cruelty - Peter Jackson - The Lord of the Rings: The Return of the King - Peter Weir - Master and Commander: The Far Side of the World | [ 9 ]         |
| 2005 | Sam Raimi             | Spider-Man 2                                   | - M. Night Shyamalan - The Village - Michael Mann - Collateral - Michel Gondry - Eternal Sunshine of the Spotless Mind - Quentin Tarantino - Kill Bill: Volume 2                                             | [ 10 ]        |
| 2006 | Nick Park e Steve Box | Wallace & Gromit: The Curse of the Were-Rabbit | - Christopher Nolan - Batman Begins - Joe Wright - Pride & Prejudice - Peter Jackson - King Kong - Ron Howard - Cinderella Man - Steven Spielberg - War of the Worlds                                        | [ 11 ]        |
| 2007 | Christopher Nolan     | The Prestige                                   | - Bryan Singer - Superman Returns - George Clooney - Good Night, and Good Luck - Guillermo del Toro - Pan's Labyrinth - Martin Scorsese - The Departed                                                       | [ 12 ]        |
| 2008 | David Yates           | Harry Potter and the Order of the Phoenix      | - David Fincher - Zodiac - Edgar Wright - Hot Fuzz - Joe Wright - Atonement - Paul Greengrass - The Bourne Ultimatum                                                                                         | [ 13 ]        |
| 2009 | Christopher Nolan     | The Dark Knight                                | - Andrew Stanton - WALL-E - Joel e Ethan Coen - No Country for Old Men - Paul Thomas Anderson - There Will Be Blood - Tim Burton - Sweeney Todd: The Demon Barber of Fleet Street                            | [ 14 ]        |
| 2010 | James Cameron         | Avatar                                         | - J. J. Abrams - Star Trek - Kathryn Bigelow - The Hurt Locker - Neill Blomkamp - District 9 - Quentin Tarantino - Inglourious Basterds                                                                      | [ 15 ]        |
| 2011 | Edgar Wright          | Scott Pilgrim vs. the World                    | - Christopher Nolan - Inception - David Fincher - The Social Network - Matthew Vaughn - Kick-Ass - Tom Hooper - The King's Speech                                                                            | [ 16 ]        |
| 2012 | David Yates           | Harry Potter and the Deathly Hallows – Part 2  | - Nicolas Winding Refn - Drive - Rupert Wyatt - Rise of the Planet of the Apes - Steven Spielberg - War Horse - Tomas Alfredson - Tinker Tailor Soldier Spy                                                  | [ 17 ]        |
| 2013 | Sam Mendes            | Skyfall                                        | - Christopher Nolan - The Dark Knight Rises - Joss Whedon - Marvel's The Avengers - Peter Jackson - The Hobbit: An Unexpected Journey - Quentin Tarantino - Django Unchained                                 | [ 18 ]        |
| 2014 | Alfonso Cuarón        | Gravity                                        | - Edgar Wright - The World's End - Paul Greengrass - Captain Phillips - Peter Jackson - The Hobbit: The Desolation of Smaug - Steve McQueen - 12 Years a Slave                                               | [ 19 ]        |
| 2015 | Christopher Nolan     | Interstellar                                   | - Matt Reeves - Dawn of the Planet of the Apes - Morten Tyldum - The Imitation Game - Peter Jackson - The Hobbit: The Battle of the Five Armies - Richard Linklater - Boyhood                                | [ 20 ]        |
| 2016 | J. J. Abrams          | Star Wars: The Force Awakens                   | - Ryan Coogler - Creed - Alejandro G. Iñárritu - The Revenant - George Miller - Mad Max: Fury Road - Ridley Scott - The Martian                                                                              | [ 21 ]        |
| 2017 | Gareth Edwards        | Rogue One: A Star Wars Story                   | - Denis Villeneuve - Arrival - Ken Loach - I, Daniel Blake - Andrea Arnold - American Honey - Taika Waititi - Hunt for the Wilderpeople                                                                      | [ 22 ] [ 23 ] |
| 2018 | Rian Johnson          | Star Wars: The Last Jedi                       | - Edgar Wright - Baby Driver - Jordan Peele - Get Out - Patty Jenkins - Wonder Woman - Taika Waititi - Thor: Ragnarok                                                                                        | [ 24 ] [ 25 ] |

## Prêmios múltiplos

### Quantidade de prêmios
| Prêmios | Vencedor(a)       |
| ------- | ----------------- |
| 3       | Christopher Nolan |
| 2       | David Yates       |
| 2       | Steven Spielberg  |

### Quantidade de indicações
| Indicações | Indicado(a)        |
| ---------- | ------------------ |
| 7          | Christopher Nolan  |
| 7          | Peter Jackson      |
| 5          | Steven Spielberg   |
| 4          | Quentin Tarantino  |
| 4          | Edgar Wright       |
| 3          | Ang Lee            |
| 3          | David Fincher      |
| 3          | M. Night Shyamalan |
| 3          | Steven Soderbergh  |